# Beznica, Suha
Beznica (nemško Wesnitzen) je naselje v Občini Suha v Okraju Velikovec na Koroškem v Avstriji.